# 禁止并惩治种族隔离罪行国际公约
禁止并惩治种族隔离罪行国际公约（英語：International Convention on the Suppression and Punishment of the Crime of Apartheid），是1973年联合国制订的国际公约。公约订于美国纽约，于1976年7月18日生效，保存人是联合国秘书长。

## 背景
- 联合国宪章规定会员国保证采取行动以达到全世界对于人权和基本自由的尊重和遵守；
- 世界人权宣言宣布人人生而自由，在尊严和权力上人人平等，且人人皆得享受；
- 给予殖民地国家和人民独立宣言声明解放的进程是不可抗拒和不能扭转的，为了人类的尊严、进步和正义，必须终止殖民主义和相关的隔离、歧视做法；
- 鉴于各国依照消除一切形式种族歧视公约，特别谴责种族分离和种族隔离，并承诺防止、禁止和根除相关作法；
- 鉴于防止并惩治种族灭绝罪行公约规定，可把种族隔离行为的某些行为列为构成国际法的罪行；
- 鉴于战争罪及危害人类罪不适用法定时效公约规定，种族隔离政策所造成的不人道行为足以列为危害人类罪；
- 鉴于联合国大会通过许多决议谴责种族隔离政策和做法为危害人类的罪行；
- 鉴于安全理事会曾经强调，种族隔离及其继续加剧扩大严重扰乱威胁国际和平安全；

各缔约国制订本公约各条款。

## 内容
公约宣布种族隔离是危害人类的罪行，凡是犯种族隔离罪行的组织、机构或个人即为犯罪。公约规定缔约国应：
1. 采用措施禁止、预防对于种族隔离罪行和类似政策或其表现的鼓励，并惩治触犯此种罪行的人；
2. 采取立法、司法和行政措施对犯有或被告发犯有族隔离罪行的人进行起诉、审批和惩罚。

公约还在相关方面对人权委员会做了授权。